# Katarzyna Karasińska
Katarzyna Karasińska (ur. 24 listopada 1982 we Wrocławiu) – polska narciarka alpejska, zawodniczka Szkoły Narciarskiej i Sudeckiego Klubu Sportowego Aesculap Jelenia Góra, Polka startująca obecnie w Pucharze Świata. Specjalizuje się w slalomie i w tej konkurencji osiąga największe sukcesy. Wieloletnia członkini kadry Polski.

## Kariera
Wychowała się na stokach Karkonoszy i Gór Kaczawskich. W barwach SN i SKS Aesculap startuje nieprzerwanie od 1987 roku. Jej pierwszą trenerką była Teresa Rażniewska, a w świat sportu wyczynowego wprowadzał ją Piotr Wądołowski. Kolejnymi trenerami byli Jan Bisaga, Zbigniew Kamiński, Austriak Roland Bair i Włoch Livio Magoni.
16. zawodniczka w mistrzostwach świata w slalomie w 2005 roku oraz 21. w mistrzostwach świata w Åre w 2007 (po pierwszym przejeździe zajmowała wysokie 11. miejsce). Dotychczas jej najlepszym wynikiem jest 
12. miejsce w slalomie w austriackim Semmering 29 grudnia 2006 roku. Do tej pory kilka razy zakwalifikowała się do pierwszej trzydziestki Pucharu Świata w slalomie; najlepsze starty miała w fińskim Levi (19. miejsce), w amerykańskim Aspen (20.), Semmering – Austria - (12.) w 2006 roku oraz w Zagrzebiu - Chorwacja - (16.)
Wielokrotnie zdobywała tytuły mistrzyni Polski w slalomie i w slalomie gigancie. Na swoim koncie posiada piękny wynik - drugie miejsce w nieoficjalnych mistrzostwach świata dzieci i młodzieży we Włoszech - w zawodach "Trofeo Topolino". Na mistrzostwach świata juniorów w Verbier w 2001 roku była 16. Jest zdobywczynią Pucharu Europy w 2005 roku w slalomie. Zakwalifikowała się i brała udział w Zimowych Igrzyskach Olimpijskich w Turynie w 2006 roku. W 2007 roku zdobyła złoty medal w slalomie na uniwersjadzie w Bardonecchia (Włochy), sukces ten powtórzyła w slalomie gigancie na Uniwersjadzie w 2009, a w slalomie specjalnym na tych samych zawodach była trzecia.
Mieszkanka Zgorzelca. Jest studentką Akademii Wychowania Fizycznego w Krakowie.

## Osiągnięcia

### Igrzyska Olimpijskie
| Miejsce | Dzień     | Rok  | Miejscowość | Konkurencja | I przejazd | II przejazd | Łączny czas | Strata  | Zwycięzca    |
| ------- | --------- | ---- | ----------- | ----------- | ---------- | ----------- | ----------- | ------- | ------------ |
| 30.     | 22 lutego | 2006 | Turyn       | Slalom      | 45.41 s    | 48.89 s     | 1:34.30 min | +5.26 s | Anja Paerson |

### Mistrzostwa świata
| Miejsce | Dzień     | Rok  | Miejscowość            | Konkurencja | I przejazd  | II przejazd | Łączny czas | Strata   | Zwycięzca       |
| ------- | --------- | ---- | ---------------------- | ----------- | ----------- | ----------- | ----------- | -------- | --------------- |
| 24.     | 7 lutego  | 2001 | St. Anton am Arlberg   | Slalom      | 53.37 s     | 53.91 s     | 1:47.28 min | +15.33 s | Anja Paerson    |
| 33.     | 15 lutego | 2003 | Sankt Moritz           | Slalom      | 54.15 s     | 53.46 s     | 1:47.61 min | +8.06 s  | Janica Kostelić |
| 16.     | 11 lutego | 2005 | Bormio                 | Slalom      | 53.86 s     | 57.70 s     | 1:51.56 min | +3.58 s  | Janica Kostelić |
| 21.     | 16 lutego | 2007 | Åre                    | Slalom      | 54.26 s     | 53.02 s     | 1:47.28 min | +3.37 s  | Šárka Záhrobská |
| 36.     | 12 lutego | 2009 | Val d’Isère            | Gigant      | 1.05.95 s   | DNQ         | -           | -        | Kathrin Hölzl   |
| 23.     | 14 lutego | 2009 | Val d’Isère            | Slalom      | 59.05 s     | 58.98 s     | 1:58.03 min | +6.23 s  | Maria Riesch    |
| 48.     | 17 lutego | 2011 | Garmisch-Partenkirchen | Gigant      | 1:13.92 min | 1:18.46 min | 2:32.38 min | +11.84 s | Tina Maze       |
| 27.     | 19 lutego | 2011 | Garmisch-Partenkirchen | Slalom      | 57.83 s     | 55.69 s     | 1:53.52 min | +7.73 s  | Marlies Schild  |

### Mistrzostwa Świata Juniorów
| 2000 Quebec City | – | 35. miejsce (slalom), 37. miejsce (gigant), 48. miejsce (zjazd)            |
| 2001 Verbier     | – | 16. miejsce (slalom), DNF1 (gigant)                                        |
| 2002 Tarvisio    | – | 24. miejsce (slalom), 40. miejsce (gigant), nie wystartowała (supergigant) |

### Uniwersjada
| 2003 Tarvisio     | – | 10. miejsce (slalom), 22. miejsce (gigant) |
| 2007 Bardonecchia | – | 1. miejsce (slalom), 15. miejsce (gigant)  |
| 2009 Yabuli       | – | 1. miejsce (slalom), 3. miejsce (gigant)   |

### Puchar Świata

#### Miejsca w klasyfikacji generalnej
| Sezon     | Miejsce           |
| --------- | ----------------- |
| 2004/2005 | 94.               |
| 2005/2006 | niesklasyfikowana |
| 2006/2007 | 63.               |
| 2007/2008 | 109.              |
| 2008/2009 | 121.              |
| 2009/2010 | niesklasyfikowana |

 Slalom 
| Sezon     | Miejsce           |
| --------- | ----------------- |
| 2004/2005 | 41.               |
| 2005/2006 | niesklasyfikowana |
| 2006/2007 | 22.               |
| 2007/2008 | 49.               |
| 2008/2009 | 55.               |
| 2009/2010 | niesklasyfikowana |

#### Miejsca w poszczególnych konkursachPucharu Świata
| Sezon 2007/2008                                                          |    |    |       |    |    |    |    |       |    |       |    |    |       |    |       |    |       |    |    |    |    |       |    |    |    |    |       |    |    |    |    |    |        |        |        |
| GI                                                                       | SL | GI | SL    | ZJ | SG | ZJ | SL | ZJ    | SG | ZJ    | SK | GI | SL    | GI | SL    | GI | SL    | ZJ | SG | SG | GI | SL    | ZJ | SG | ZJ | SG | SL    | ZJ | SK | ZJ | SK | SG | SL     | GI     | punkty |
| -                                                                        | 26 | -  | [ 2 ] | -  | -  | -  | 24 | -     | -  | -     | -  | -  | [ 3 ] | -  | [ 3 ] | -  | [ 2 ] | -  | -  | -  | -  | [ 3 ] | -  | -  | -  | -  | [ 1 ] | -  | -  | -  | -  | -  | -      | -      | 12     |
| Sezon 2008/2009                                                          |    |    |       |    |    |    |    |       |    |       |    |    |       |    |       |    |       |    |    |    |    |       |    |    |    |    |       |    |    |    |    |    |        |        |        |
| GI                                                                       | SL | GI | SL    | ZJ | SG | GI | SL | SK    | SG | GI    | SL | SL | GI    | SL | SK    | ZJ | ZJ    | GI | SG | SL | SG | SG    | SG | SG | ZJ | ZJ | SG    | GI | SL | ZJ | SG | SL | GI     | punkty |        |
| 51                                                                       | 57 | 34 | 25    | -  | -  | 46 | 46 | -     | -  | [ 1 ] | 39 | 46 | 54    | 48 | -     | -  | -     | -  | -  | 43 | -  | -     | -  | -  | -  | -  | -     | 55 | 40 | -  | -  | -  | -      | 6      |        |
| Sezon 2009/2010                                                          |    |    |       |    |    |    |    |       |    |       |    |    |       |    |       |    |       |    |    |    |    |       |    |    |    |    |       |    |    |    |    |    |        |        |        |
| GI                                                                       | SL | GI | SL    | ZJ | ZJ | SG | GI | SL    | SK | ZJ    | SG | GI | SL    | SL | ZJ    | SG | SL    | GI | SL | ZJ | SG | GI    | SK | ZJ | SG | SK | ZJ    | SG | ZJ | SG | SL | GI | punkty |        |        |
| -                                                                        | 62 | -  | 32    | -  | -  | -  | -  | [ 1 ] | -  | -     | -  | -  | -     | 50 | -     | -  | 53    | 69 | 54 | -  | -  | -     | -  | -  | -  | -  | -     | -  | -  | -  | -  | -  | 0      |        |        |
| ZJ – zjazd GI – gigant SG – supergigant SL – slalom SK - superkombinacja |    |    |       |    |    |    |    |       |    |       |    |    |       |    |       |    |       |    |    |    |    |       |    |    |    |    |       |    |    |    |    |    |        |        |        |

### Puchar Europy

#### Miejsca Na Podium
1. Åre – 2 grudnia 2004 (slalom) – 2. miejsce
2. Åre – 3 grudnia 2004 (slalom) – 2. miejsce
3. Rogla – 2 grudnia 2005 (slalom) – 2. miejsce

#### Zwycięstwa w Zawodach
1. Leukerbad – 8 stycznia 2005 (slalom)
2. Garmisch-Partenkirchen – 19 lutego 2006 (slalom)

#### Miejsca w klasyfikacji generalnej
| Sezon     | Miejsce |
| --------- | ------- |
| 2002/2003 | 187.    |
| 2003/2004 | 74.     |
| 2004/2005 | 10.     |
| 2005/2006 | 52.     |
| 2006/2007 | 51.     |
| 2007/2008 | 56.     |
| 2008/2009 | 58.     |

 Slalom 
| Sezon     | Miejsce |
| --------- | ------- |
| 2002/2003 | 85.     |
| 2003/2004 | 26.     |
| 2004/2005 | 1.      |
| 2005/2006 | 13.     |
| 2006/2007 | 18.     |
| 2007/2008 | 20.     |
| 2008/2009 | 18.     |

 Slalom Gigant 
| Sezon     | Miejsce |
| --------- | ------- |
| 2008/2009 | 69.     |